# Robert Brian Wilson
Robert Brian Wilson (8 de marzo de 1962, Cerritos, California, USA) es un actor estadounidense.

## Carrera
Robert Brian Wilson hizo un sólido e impresionante début en el cine como el atormentado adolescente Billy Chapman en la película clásica de horror Silent Night, Deadly Night en 1984. Robert actuó en varias series de televisión como  Santa Bárbara, Search for Tomorrow, Matt Houston, Perfect Strangers, entre otras. Robert dejó de actuar a principios de los noventa. Él ahora trabaja en el comercio de muestras y sostiene una posición prominente y acertada en el negocio.

## Vida personal
Se casó en 1995 con Michelle L., con la cual tiene 3 hijos.

## Filmografía

### Películas
- Gunsmoke: The Last Apache (1990) .... Corporal
- Silent Night, Deadly Night (1984) .... Billy Chapman (edad 18)

### Series de televisión
- Jake and the Fatman (1 episodio, 1992)
- Generations TV series .... Brad Russell (1990)
- Knots Landing .... Conductor (1 episodio: Poor Jill, 1989)
- Perfect Strangers .... Guía (1 episodio: Up the Lazy River: Part 1, 1988)
- Dinastía .... Tony (1 episodio: The Bracelet, 1988)
- thirtysomething .... Novio (1 episodio: But not for me, 1987)
- Houston Knights (1 episodio, 1987)
- Search for Tomorrow .... Chase Kendall (1985-1986)
- Santa Bárbara .... Channing Capwell Jr (9 episodios, 1984-1985)
- Matt Houston .... Neil (1 episodio: Death Watch, 1985)

- Datos: Q9069786